# Commodore SFD1001

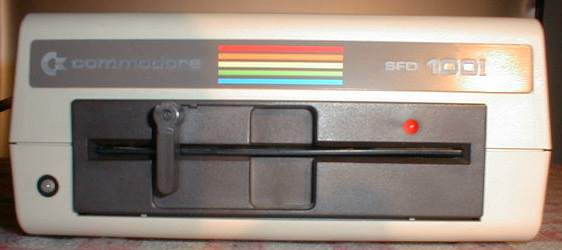
SFD 1001 Vorderseite

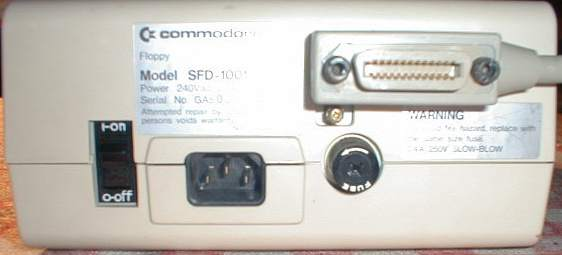
SFD 1001 Rückseite

Das Diskettenlaufwerk SFD1001 (Single Floppy Disk 1001) ist ein 5,25-Zoll-Laufwerk für die Commodore 8xxx-Serie, das aber mittels eines IEEE-488-Adapters auch am C64 verwendet werden kann. Intern arbeitet es mit Commodore DOS Version 2.5 bzw. Version 2.7 .
Technisch ist es wie die CBM 8250 gebaut, ist allerdings ein Einzellaufwerk mit dem Gehäuse der 1541. Wie die CBM 8250 benutzt es das Group Coded Recording (GCR)-Aufzeichnungsverfahren. Es besitzt einen busfähigen, parallelen IEEE-488-Anschluss.
Wie die CBM 8250 ist die SFD 1001 trotz ihrer hohen Kapazität von über 1 MB auf DD(Double Density)-Diskettenmaterial ausgelegt, mit High Density-Disketten kann sie nicht zuverlässig arbeiten.